# Jean Bogaerts
Jean Bogaerts (Koningslo, Vilvoorde, 15 de gener de 1925 - Schaarbeek, 28 de gener de 2017) va ser un ciclista belga que fou professional entre 1945 i 1956. En el seu palmarès destaquen dues edicions de l'Omloop Het Volk i la primera edició de la Volta als Països Baixos.

## Palmarès
- 1945
  - 1r a l'Omloop Het Volk
  - 1r del Premi d'Heist-op-den-Berg
- 1950
  - 1r a la Volta a Limburg
  - Vencedor d'una etapa de la Volta a Bèlgica
- 1951
  - 1r a la Volta als Països Baixos
  - 1r a l'Omloop Het Volk
  - 1r al Gran Premi Ciutat de Vilvoorde
- 1953
  - 1r a Mechelen
- 1954
  - 1r a la Nationale Sluitingsprijs

### Resultats a la Volta a Espanya
- 1948. 26è de la classificació general